# سیارک ۲۲۸۱۰
سیارک ۲۲۸۱۰ (به انگلیسی: 22810 Rawat، نامگذاری:1999RQ14) بیست و دو هزار و هشتصد و دهمین سیارک کشف شده‌است که در ۷ سپتامبر ۱۹۹۹ کشف شد.
قدر مطلق سیارک برابر ۹.۸ است.